# Uzelia hansoni
Uzelia hansoni är en urinsektsart som beskrevs av Mills och Richards 1953. Uzelia hansoni ingår i släktet Uzelia och familjen Isotomidae. Inga underarter finns listade i Catalogue of Life.